# توسل به اکثریت
توسل به اکثریت یا توسل به مقبولیت (به لاتین: argumentum ad populum) یکی از مغالطه‌های منطقی است. در این مغالطه دلیل درست بودن یک گزاره این بیان می‌شود که اکثریت یک گروه آن را درست می‌دانند. این گروه ممکن است فیلسوفان، دانشمندان یا مردم جهان باشند.
مثلاً در گذشته اکثریت مردم «زمین صاف است» را گزاره‌ای درست می‌دانستند؛ اما این‌که اکثریت یا حتی همهٔ مردم زمین را صاف بدانند دلیل صاف بودن زمین نخواهد بود.
توسل به اکثریت تنها می‌تواند ثابت کند که اکثریت، چیزی را قبول دارند اما نمی‌تواند ثابت کند که آن چیز درست است.

## مردم‌سالاری
در مردمسالاری حکومت بر پایهٔ خواسته‌های اکثریت مردم اداره می‌شود. هر یک از این خواسته‌ها ممکن است «حق» و «درست» یا «نادرست» و «باطل» باشند. این موضوع توضیح می‌دهد که چرا بعضی از مردمسالاری‌ها تبدیل به استبداد اکثریت می‌شوند (مانند آلمان نازی و ایتالیای فاشیستی). رعایت حقوق جهان‌شمول بشر می‌تواند ضامن حفظ آزادی‌های اقلیت‌ها در مردمسالاری‌ها باشد و همچنین از آسیب‌های ناشی از مردمسالاری‌ها بکاهد.
برهان زیر خود یک مغلطهٔ توسل به نتیجه‌ها است:
1. اکثر مردم یک کشور ممکن است خواسته‌هایی بد داشته باشند.
2. اجرای این خواسته‌های بد ممکن است نتیجه‌های بسیار بدی به همراه داشته باشد.
3. پس ادارهٔ کشور برپایهٔ خواسته‌های اکثر مردم نادرست است.

از گزاره‌های ۱ و ۲ نمی‌توان نتیجهٔ ۳ را گرفت. به استدلال‌نمای مشابه زیر دقت کنید:
1. یک انسان ممکن است خواسته‌هایی بد داشته باشد.
2. اجرای این خواسته‌های بد ممکن است نتیجه‌های بسیار بدی به همراه داشته باشد.
3. پس داشتن اختیار توسط انسان نادرست است.

در گزارهٔ ۳ منظور از اختیار، توانایی انسان برای عمل برپایهٔ خواسته‌های درست و نادرست خود است.